# Lauenburg (Berne)
Die Lauenburg ist eine abgegangene Niederungsburg der Grafschaft Oldenburg auf einer Wurt am Nordwestrand der Gemeinde Berne im niedersächsischen Landkreis Wesermarsch.

## Geschichte
Die Lauenburg in Berne war die zweite Landesburg der Grafen von Oldenburg in Berne, die erste Burg Berne wurde 1234 nach der Schlacht von Altenesch in Holz errichtet.
1252 wird in einer Urkunde ein "castrum novum" (lat. für „neue Burg“) in Berne erwähnt. Der Grund für die Errichtung einer zweiten Burg in Berne dürfte in dem Abkommen mit dem Bremer Rat liegen, das den Ausbau der älteren Burg in Berne in Stein verbot. Für eine neue Anlage galt diese Bestimmung aber nicht. Mit dem Bau der Burg Delmenhorst 1259 überließ Graf Otto II. von Oldenburg-Delmenhorst die Lauenburg seinen Neffen bzw. Großneffen Otto III. und Johann I.1285 gab dieser die Burg als seinen Wohnsitz auf. Sie verlor darauf ihre Bedeutung, diente aber noch 1292 als Sammelpunkt für einen Oldenburger Angriff auf das Bremer Gebiet. Um 1300 wurde sie den Herren von Bardenfleth als Lehen übergeben, die den Grafenals Ministeriale dienten. 1325 verkauften diese die Burg an das Kloster Hude, dies dürfte das Ende der befestigten Anlage bedeutet haben. Erst seit dieser Zeit erscheint sie unter dem Namen "Lauenburg" in der historischen Überlieferung. 1489 war sie nur noch Standort eines Gehöfts. Zu Beginn des 19. Jahrhunderts müssen noch Reste der Befestigung zu sehen gewesen sein, heute sind alle Spuren der Burg verschwunden.